# 錦繡山
錦繡山（朝鲜语：／）是位於朝鮮平壤直轄市的山峰，海拔95米。擁有浮碧樓和永明寺等景觀勝地。以此山命名的還有安放朝鮮民主主義人民共和國前領導人金日成、金正日遺體的錦繡山太陽宮，2019年落成的錦繡山迎賓館也以此山命名。